# Erika Nymgau-Odemar
Erika Nymgau-Odemar, eigentlich Viktoria Rafaela Alma Erika Nickau, (* 22. Oktober 1889 in Leipzig, Sachsen; † 1981 in Meran, Italien) war eine deutsche Schauspielerin und Synchronsprecherin.

## Leben
Erika Nymgau-Odemar wurde als Tochter des Brauereibesitzers Richard Nickau und seiner Ehefrau Johanna geboren.
Nach dem Besuch der Höheren Schule absolvierte sie eine Theaterausbildung bei Hans Mühlhofer in Berlin. Es schlossen sich erste Rollen in Leipzig an. 1908 spielte sie am Leipziger Schauspielhaus das Dienstmädchen Anna in dem Volksstück Hasemanns Töchter von Adolph L’Arronge. In der Spielzeit 1908/09 war sie am Schauspielhaus Mühlhausen in Th. in der Provinz Sachsen verpflichtet. In der Spielzeit 1909/10 war sie am Westfälischen Städtebundtheater Burgsteinfurt engagiert. In der Spielzeit 1910/11 folgte ein Engagement am „Modernen Theater“ in Berlin. 1911 war sie am Neuen Operettentheater Hamburg als Glauke in dem Lustspiel Xantho in der Liebesschule von Jacques Richepin zu sehen. In der Spielzeit 1911/12 war sie am Stadttheater Bochum engagiert, wo sie als Erna Wahl in Das weite Land auftrat. In der Spielzeit 1912/13 trat sie ihr Engagement am Stadttheater Hamburg [damals verbunden mit dem Stadttheater in Altona] an. 1913 trat sie am Altonaer Stadttheater in der Knabenrolle des Olaf in dem Schauspiel Die Stützen der Gesellschaft von Henrik Ibsen auf. Zur Spielzeit 1913/14 wurde sie für das Rollenfach der „naiven Liebhaberinnen und jugendlichen Salondamen“ an das Altonaer Stadttheater verpflichtet. Zur Spielzeit 1915/16 wechselte sie an das Schauspielhaus am Ostertor in Bremen.
Ab Herbst 1916 folgten Engagements an verschiedenen Bühnen in Berlin. Ab der Spielzeit 1916/17 war sie am Schillertheater Charlottenburg verpflichtet. In der Spielzeit 1917/18 war sie eine „sehr anmutige, bewegliche“ Frau Wibbel in der Komödie Schneider Wibbel von Hans Müller-Schlösser. 1919 gastierte sie mit dem „Ensemble Walter Grävenitz“ im Kristallpalast Leipzig. In der Spielzeit 1919/20 war sie als Gast beim „Berliner Gastspiel-Ensemble“ (Leitung: Walter Grävenitz und Felix Meinhardt) engagiert. 1920 trat sie mit der „Gastspieldirektion Walter Grävenitz“ im Berliner Walhalla-Theater auf. 1921 gastierte sie im Berliner Schiller-Theater mit einem Operettenensemble als „derbe“ Köchin in dem musikalischen Schwank Meine Frau, das Fräulein von Hans H. Zerlett (Musik: Hermann Beutten). In der Spielzeit 1921/22 war sie als Schauspielerin und Sängerin bei der „Volksoperette Walhalla-Theater“ engagiert. Im Mai 1923 wirkte sie an der Komischen Oper Berlin in der Uraufführung der Operette Der Gauklerkönig von Jean Gilbert mit. 1924 trat sie im Lustspielhaus Berlin auf. Im Juli 1925 spielte sie am Berliner Schiller-Theater die Rolle der Minna in der Premiere der Operette Annemarie (Libretto: Georg Okonkowski / Musik: Jean Gilbert und Robert Gilbert). Ab Ende August 1925 spielte sie in Annemarie am Berliner Thalia-Theater. Im Sommer 1926 trat sie am Berliner Schiller-Theater neben Grete Mosheim, die die Titelrolle spielte, in der Operette Die leichte Isabell von Hans H. Zerlett (Musik: Robert Gilbert) auf.  Ab September 1926 spielte Nymgau-Odemar in Die leichte Isabell dann im Theater am Nollendorffplatz. 1927 gehörte sie im Theater am Kurfürstendamm zur Besetzung der grotesken Operette Pit Pit (von Hans H. Zerlett und Robert Gilbert) mit Curt Bois in der Hauptrolle. Ab Mai 1927 trat sie mit der freien Theatergruppe „Junge Generation“ von Jo Lherman im Theater am Kurfürstendamm in dem parodistischen Theaterstück Minna Priesnitz oder Waldesglück und späte Sühne von Karl Schnog und Hans Reimann auf. Ab September 1927 gastierte sie mit der „Gilbert-Operetten-Tournee“ (auch „Gilbert-Ensemble“) in der Operette In der Johannisnacht von Jean Gilbert am Mellini-Theater in Hannover. 1928 trat sie im Mercedes-Palast in Berlin-Neukölln neben Kurt Gerron, Inge van der Straten und Harry Gondi in der musikalischen Revue Es geht jeden an! von Max Kolpe, Hans Winge, Edi Winterfeld (Texte) sowie Robert Gilbert und Siegfried Schulz (Musik) auf. Im Juni 1929 war sie an der Komischen Oper Berlin „mit gesunder Derbheit“ die Tante Clotilde in der Premiere der Schwankoperette Phips, lass’ dich nicht erwischen von Carl Bretschneider (Libretto) und Siegwart Ehrlich (Musik).
Nymgau-Odemar war im Verlauf ihrer gesamten Karriere immer wieder als Theaterschauspielerin tätig, auch nach dem Zweiten Weltkrieg. 1955 hatte sie ein Engagement an der Komödie Berlin.
Nachgewiesen sind auch einige wenige Filmauftritte von Erika Nymgau-Odemar. Meistens war sie dabei auf volkstümliche Charaktere und Matronenrollen festgelegt. Zu diesem Rollentypus gehörten die Wirtschafterin in dem Liebesdrama Die Heilige und ihr Narr (1935, Regie: Hans Deppe), die italienische Wirtin in dem Künstlerdrama Künstlerliebe (1935) und, an der Seite von Beniamino Gigli, die Wirtschafterin des Operntenors Tino Dossi in dem Musikfilm Ave Maria (1936, Regie: Johannes Riemann). In dem Kinderfilm Max und Moritz (1956) spielte sie eine größere Rolle als Witwe Bolte.
Zudem betätigte sich Erika Nymgau-Odemar auch als Synchronsprecherin.
Erika Nymgau heiratete im August 1935 in Berlin auf dem Standesamt Berlin-Wilmersdorf den Schauspieler Fritz Odemar. Aus ihrer Verbindung stammt ein gemeinsamer Sohn, der Schauspieler und Regisseur Erik Ode.

## Filmografie (Auswahl)
- 1935: Die Heilige und ihr Narr
- 1935: Künstlerliebe
- 1936: Ave Maria
- 1953: So ein Affentheater
- 1956: Max und Moritz